# チェロ協奏曲第1番 (カバレフスキー)
チェロ協奏曲第1番 ト短調 作品49は、ドミトリー・カバレフスキーが1949年に完成したチェロ協奏曲。

## 作曲の経緯
ソビエト連邦の青年に捧げる協奏曲3部作の第2作。1948年のヴァイオリン協奏曲初演後、続いて作曲に取り掛かり、翌1949年に完成した。

## 初演
1949年3月14日、モスクワにてスヴャトスラフ・クヌシェヴィツキー独奏、ミハイル・テリアン指揮モスクワ音楽院学生管弦楽団により初演。

## 編成
独奏チェロ、フルート、オーボエ、クラリネット、ファゴット、ホルン2、トランペット、トロンボーン、ティンパニ、小太鼓、シンバル、大太鼓、弦五部。

## 構成
3部作の他の2曲が長調で快活な曲調となっているのに対し、本作では短調を採り、抒情的な曲調となっている。3曲まとめて演奏する際の効果を考えてのことであろう。全体として管弦楽は控え目に用いられている。他の2曲と同様に小規模であり、演奏時間は約19分である。
第1楽章 Allegro
ソナタ形式。弦楽器のピッツィカートを伴奏に、独奏チェロが8分の6拍子で軽やかな第1主題を奏する。クラリネットに受け継がれ発展した後、8分の9拍子と8分の6拍子が入り混じった第2主題が現れる。展開部ではチェロに伸びやかな別の主題も登場する。第2主題が管弦楽で奏されるところから再現部となり、最後は静かに終わる。
第2楽章 Largo molto espressivo
三部形式。素材として2つの民謡が使われる。一つは独奏チェロで奏されるロシア民謡「何故お嫁に行く約束をしたの」であり、もう一つは、中間部でホルンにより奏されるベラルーシ民謡「鶉」である。短い第3部の前に、カデンツァが置かれている。
第3楽章 Allegretto
ロンドソナタ形式。クラリネットの導入の後、独奏チェロにロシア民謡に基づく第1主題が現れ、変奏される。2つの変奏の後、歌謡的な第2主題が登場するが、すぐに第1主題が復帰、変奏が再開される。再現部は第1楽章同様、管弦楽による第2主題で始まり、第1主題によるコーダで終わる。